# Miofractarmilla
Miofractarmilla is een geslacht van weekdieren uit de klasse van de Gastropoda (slakken).

## Soort
- Miofractarmilla bartrumi Laws, 1948 †